# Eerste Tsjetsjeense Oorlog
De Eerste Tsjetsjeense oorlog (Russisch: первая чеченская война; pervaja tsjetsjenskaja vojna), onderdeel van het Tsjetsjeens-Russisch conflict, werd uitgevochten van 1994 tot 1996 tussen Itsjkerië en Rusland en resulteerde uiteindelijk in een staakt-het-vuren.

## Verloop
Voorafgaand aan de eerste Tsjetsjeense oorlog probeerde Rusland de Itsjkerische regering van Doedajev omver te werpen middels het steunen van lokale groepen en de heimelijke inzet van Russische militairen, tanks, helikopters en straaljagers in Tsjetsjenië. Toen de beslissende slag om Grozny in november 1994 werd verloren door Rusland en haar Tsjetsjeense bondgenoten besloot de Russische regering onder Boris Jeltsin om de onafhankelijk verklaarde republiek binnen te vallen.
Na de geplande campagne van 1994–1995, resulterend in de vernietigende Slag om Grozny, probeerde het Russische leger controle te krijgen over de Tsjetsjeense bergachtige gebieden, maar het leger werd teruggedrongen door Tsjetsjeense rebellen. Ook op het platteland kreeg het Russische leger geen controle ondanks de gigantische Russische overmacht aan mankracht en materieel. Dit en de vele gijzelingen (ook buiten Tsjetsjenië) resulteerden in een demoralisatie van de Russische troepen en de roep van het Russische volk om een einde te maken aan de oorlog en leidde uiteindelijk tot een staakt-het-vuren in 1996 tussen de regering van Boris Jeltsin en de rebellen. Op 30 augustus 1996 werd het akkoord van Chasavjoert getekend, waarmee de oorlog ten einde kwam. 